# Roland Hoffmann (Altphilologe)
Roland Hoffmann (* 1955 in Altena-Evingsen) ist ein deutscher Altphilologe mit dem Schwerpunkt Lateinische Linguistik.

## Werdegang
Hoffmann wuchs in Schalksmühle auf. Er absolvierte ab 1974 ein Studium der Evangelischen Theologie und der Klassischen Philologie in Bielefeld, wo er u. a. bei Hans-Peter Stähli Biblisches Hebräisch bis zum Hebraicum und bei Jens-Uwe Schmidt Altgriechisch bis zum Graecum lernte, und er studierte an der Johannes Gutenberg-Universität Mainz zusätzlich zur Theologie auch Klassische Philologie. Von 1983 bis 2021 war er im Schuldienst als Studienrat für die Fächer Latein, Griechisch, evangelische Religion und Ethik tätig. Er unterrichtete unter anderem am Gymnasium Marienstatt und Gymnasium Nieder-Olm. Daneben inszenierte er mit Schülerinnen und Schülern sieben Theaterstücke, darunter die „Antigone“ von Sophokles, der Shakespeare'sche „Sommernachtstraum“ und „Frühlings Erwachen“ von Wedekind.
1994 erfolgte seine Promotion in Klassischer Philologie an der Universität Mainz mit einer Arbeit zur Grammatikalisierung lateinischer Verbalperiphrasen (erschienen beim Peter-Lang-Verlag in Frankfurt a. M. 1997). 1995 war er erstmals, seit 2001 regelmäßiger Teilnehmer an den Internationalen Kolloquien zur Lateinischen Linguistik, z. T. auch an Kolloquien zum Vulgär- und Spätlatein und anderen Kongressen mit eigenen Beiträgen zur lateinischen Linguistik. Er gehörte in den 1990er Jahren dem von Walter Bisang begründeten Mainzer Linguisten-Zirkel an, der Referenten wie Bernard Comrie, William Croft, William A. Foley, Paul J. Hopper, Hans-Jürgen Sasse und Barbara Wotjak gewinnen konnte. Hoffmann ist u. a. Mitglied des Evaluation Committee der Internationalen Kolloquien zur lateinischen Linguistik und seit Juni 2023 Mitglied des International Committees on Latin Linguistics. Er ist Mitherausgeber der „Studienbücher zur lateinischen Linguistik“ beim Buske-Verlag in Hamburg und er hielt zahlreiche später veröffentlichte Kongressvorträge u. a. an den Universitäten in Heidelberg, Bologna, Oxford, Innsbruck, Uppsala, Paris (Université-IV « Sorbonne »), Rom (Università di Roma Tre), Toulouse, Budapest und Prag. Es bestand eine Zusammenarbeit mit Harm Pinkster und Caroline Kroon, Amsterdam, mit Jingling Wang, Frankfurt a. M. sowie mit Dirk Panhuis, Leuven (Belgien). Gegenwärtig arbeitet er an einer „Einführung in die Typologie des Lateinischen“ und an einer neu konzipierten Grammatik zur Vulgata.
Von 1981 bis zum Januar 2021 war Hoffmann mit der Studienrätin Sibylle Augusta Charlotte Maria, geb. Schwab, verheiratet. Von ihr hat er einen erwachsenen Sohn mit Namen Erasmus Martin H. Im Juli 2021 heiratete er in Bangkok die Thailänderin Paphasorn Tanaworanithi („Kob March“) und erlernt seither auch Thailändisch.

## Werk
- Forschungsbeiträge zur lateinischen Morphosyntax und Valenz des Verbs, zur Wortstellung, linguistischen Analyse der Vulgata, Sprachtypologie des Lateinischen und zur Grammatikgeschichte.
- Zahlreiche Rezensionen, Aufsätze (z. T. in Lateinisch, Englisch und Französisch), ein Buch über lateinische Verbalperiphrasen und zwei Übersetzungen einer Einführung in die lateinische Sprache und einer Studiengrammatik aus dem Niederländischen und Englischen. Weitere Buchprojekte zur Typologie des Lateinischen, zur Vulgata und zu Priscians Syntax (Inst.17-18) geplant.
- Zählt im deutschsprachigen Raum zu den führenden Vertretern der lateinischen Linguistik, der sprachwissenschaftlichen Beschreibung und Analyse des Lateinischen unter Einbeziehung neuerer linguistischer Methoden, Theorien und Modelle. Bevorzugt einen funktional-typologischen Ansatz.

## Publikationen (Auswahl)
- (1996). ‘Funktionsverbgefüge im Lateinischen’. In: Proceedings of the Eighth International Colloquium on Latin Linguistics. Ed. by A. Bammesberger & Fr. Heberlein, Heidelberg: Winter (Indogermanische Bibliothek; dritte Reihe: Untersuchungen), 200-212.
- (1997). Lateinische Verbalperiphrasen vom Typ amans sum und amatus fui: Valenz und Grammatikalisierung (primäres Textkorpus: Ovid). Frankfurt a. M. u. a.: Lang (Europäische Hochschulschriften: Reihe 21: Linguistik; Bd. 175), ISBN 3-631-49473-4.
- (1999). ‘De lingua Latina, qualis describenda sit ratione typologica inter numerosas variasque totius mundi linguas’. In: Vivida loquela. Donum natalicium Nicolao Sallmanno sexagesimum quintum annum agenti a fautoribus linguae Latinae oblatum (FS Sallmann), ed. J. Blänsdorf, Würzburg: Königshausen & Neumann, 181-206 (Unter dem Titel: „De typologia linguae Latinae“ auch in: Vox Latina 37, 2001, 152-182; in deutscher Fassung in 2018b).
- (2008). ‘Causative Constructions in Late Latin Biblical Translations’. In: Latin vulgaire – latin tardif VIII. Actes du VIIIe colloque international sur le latin vulgaire et tardif, Oxford, 6 – 9 septembre 2006. Édités par Roger Wright. Hildesheim: Olms Weidmann 2007, 160-172.
- & Jingling Wang (2009). ‘Latein und Chinesisch: Unvergleichliches vergleichen. Typologische Beobachtungen zu System und Struktur zweier größerer Kultursprachen’. In: Journal of Latin Linguistics 10: 133-177.
- (2010). ‘Latin word order revisited: pragmatic information structure of topic and focus’. In: Latin Linguistics Today. Innsbruck (Innsbrucker Beiträge zur Sprachwissenschaft; 137): 267-279.
- (2014): « Les constructions causatives dans les traductions latines des textes hébreux et grecs : le cas de la Vulgate de Jérôme ». Dans: B. Bortolussi & P. Lecaudé (éds.). La Causativité en latin (Collection KUBABA; Série Grammaire et Linguistique). Paris: L'Harmattan 2014, 143-176.
- (2016). Rez. v. H. Pinkster: Oxford Latin Syntax. Vol. 1: The Simple Clause: Kratylos 61: 163-178.
- (2017a): ‘Die syntaktische Konzeption der »Ausführlichen Grammatik der Lateinischen Sprache« von Raphael Kühner (1878-1879) 1 ’: Gymnasium 124: 145-179.
- (2017b). ‘Ein weltberühmter Sprachwissenschaftler aus Mainz: Franz Bopp zum Gedenken’. In: Vierteljahreshefte Mainz, Sept. 2017: 62-67.
- (2018a). ‘K.F. Beckers Lehre von den Satzverhältnissen, die lateinische Grammatik des 19. Jahrhunderts und die heutige Linguistik’: Gymnasium 125: 355-378.
- (2018b). Lateinische Linguistik. Ausgewählte Beiträge zur Morphosyntax und Syntax in einzelsprachlicher und typologischer Perspektive. Hamburg: Buske Verlag (Studienbücher zur lateinischen Linguistik; 3).
- (2018c). ‘Criteria for describing valency in Latin function verb constructions’. In: Bodelot, Colette & Spevak, Olga (eds). Les constructions à verbe support en latin. Clermont-Ferrand: Presses Universitaire Blaise Pascal 2018 (Cahiers du Laboratoire d Recherche sur le Langage; 7): 75-93.
- (2020a). ‘Übersetzen aus dem Lateinischen aus der Perspektive heutiger linguistischer Theorien’. In: Stefan Freund & Nina Mindt (Hrsg.). Übersetzen aus dem Lateinischen als Forschungsfeld. Aufgaben, Fragen, Konzepte. Tübingen: Narr, 143-173.
- (2020b).‘Die „Oxford Latin Syntax“ und die „Cambridge Grammar of Classical Greek“: zwei neuere Grammatiken im Bereich der alten Sprachen’: Gymnasium 127: 53-76.
- (2021a). ‘Der Kühner-Stegmann von 1914 und die Oxford Latin Syntax von 2015 und 2021: zwei lateinische Satzlehren im Vergleich’: Philologia classica (St. Petersburg) 16: 138-157 (auch online verfügbar).
- (2021b). Rez. von H. Pinkster: Oxford Latin Syntax, Vol. 2: The Complex Sentence: Gymnasium 128: 296-299.
- (2022). ‘Latin Support Verb Constructions: A View from Language Typology’. In: J.M. Baños, M.D. Jiménez López, M.L. Jiménez Martínez & C. Tur (Hrsg.). Collocations in theoretical and applied linguistics: from Classical to Romance languages / Las colocaciones en la lingüística teórica y aplicada: de las lenguas clásicas a las lenguas romances, Madrid: Guillermo Escolar: 21-56.
- (2023a) (Hrsg.). Lingua vulgata. Linguistische Beiträge zur lateinischen Bibel. Mit Aufsätzen von Marcela Andoková, Bernard Bortolussi, Jesús de la Villa, Gerd Haverling, Kevin Zilverberg u. a. Hamburg: Buske-Verlag.
- (2023b). ‘Beobachtungen zur Wortstellung der Vulgata im Neuen Testament’. In: R. Hoffmann (Hrsg.). Lingua Vulgata. Hamburg: Buske: 179-218.
- (2023c). Nachruf auf Harm Pinkster: Gnomon. Kritische Zeitschrift für die gesamte Klassische Altertumswissenschaft 95.3: 285-288.
- (2024a). ‘On the zero anaphora of dative arguments in Livy’. In: Cabrilla, Concepción (Hrsg.). Recent Trends and Findings in Latin Linguistics. Vol.1. Syntax, Semantics and Pragmatics. Berlin & New York: De Gruyter: 45-61.
- (2024b). ‘Valenzmisere and Latin syntax and semantics’. In: Pultrová, Lucie & Vaniková, Martina (Hrsg.). Exploring Latin: structures, functions, meaning. 2 vols. Berlin: De Gruyter: vol.2: 499-515.
- (im Ersch. a). ‘Support verb constructions in the Old Testament of the Latin Bible’. In: Workshop of the Colloquium Latin Vulgaire Latrin tardif, Munich Sept. 2024, ed. by Bernard Bortolussi e.a.
- (im Ersch. b). Rez. v. Concepción Cabrillana. Recent trends and findings in Latin linguistics. 2 Bde. Bd.1: Syntax, Semantics and Pragmatics; Bd.2: Semantics and Lexicography Berlin: De Gruyter 2024.
- (i. Ersch. c). ‘Nachruf auf Hannah Rosén (1931-2024)’. In: Gnomon. Kritische Zeitschrift für die gesamte Altertumswissenschaft.
- (MS a). ‘Attribute/Modifier: Problems in the description of a central syntactic concept in three different approaches’. Renato Oniga & Barbara Villalta (eds.). Proceedings of the 24th International Colloquium on Latin Linguistics.
- (MS b). Einführung in die Sprachtypologie des Lateinischen.
- (i. Vorber.). ‘The causative function of the support verb constructions of Latin and Ancient Greek in the Biblical translations of the Vulgate and the Septuagint’. In: Victoria Fendel (ed.). ‘Support verb constructions in Latin and Ancient Greek’